# Маљано ин Тоскана
Маљано ин Тоскана (итал. Magliano in Toscana) је насеље у Италији у округу Гросето, региону Тоскана.
Према процени из 2011. у насељу је живело 835 становника. Насеље се налази на надморској висини од 123 м.

## Становништво
Према резултатима пописа становништва 2011. у општини је живело 3.633 становника.
| 1936. | 1951. | 1961. | 1971. | 1981. | 1991. | 2001. | 2011. |
| ----- | ----- | ----- | ----- | ----- | ----- | ----- | ----- |
| 4.544 | 5.124 | 5.259 | 4.555 | 4.292 | 4.082 | 3.719 | 3.633 |